# Марина Кутина
Марина Кутина је насеље у Србији у општини Гаџин Хан у Нишавском управном округу. Према попису из 2022. било је 213 становника (према попису из 1991. било је 419 становника).
Марина Кутина је удаљена 3,3 км од гаџиног Хана на магистралном путу Гаџин Хан - Доњи Душник.

## Демографија
У насељу Марина Кутина живи 303 пунолетна становника, а просечна старост становништва износи 53,7 година (52,4 код мушкараца и 55,0 код жена). У насељу има 108 домаћинстава, а просечан број чланова по домаћинству је 1,97.
Ово насеље је великим делом насељено Србима (према попису из 2002. године), а у последња три пописа, примећен је пад у броју становника.
|  |

| Демографија | Демографија | Демографија |
| Година      | Становника  | Становника  |
| ----------- | ----------- | ----------- |
| 1948.       | 821         |             |
| 1953.       | 798         |             |
| 1961.       | 672         |             |
| 1971.       | 588         |             |
| 1981.       | 491         |             |
| 1991.       | 419         | 419         |
| 2002.       | 347         | 347         |
| 2011.       | 297         |             |
| 2022.       | 213         |             |

| Етнички састав према попису из 2002.‍ | Етнички састав према попису из 2002.‍ | Етнички састав према попису из 2002.‍ | Етнички састав према попису из 2002.‍ | Етнички састав према попису из 2002.‍ |
| ------------------------------------ | ------------------------------------ | ------------------------------------ | ------------------------------------ | ------------------------------------ |
|                                      |                                      |                                      |                                      |                                      |
| Срби                                 | Срби                                 |                                      | 346                                  | 99,71%                               |
| непознато                            | непознато                            |                                      | 1                                    | 0,28%                                |

| Година пописа     | 1948. | 1953. | 1961. | 1971. | 1981. | 1991. | 2002. |
| ----------------- | ----- | ----- | ----- | ----- | ----- | ----- | ----- |
| Број домаћинстава | 148   | 146   | 156   | 160   | 156   | 140   | 146   |

| Број чланова      | 1  | 2  | 3  | 4  | 5 | 6 | 7 | 8 | 9 | 10 и више | Просек |
| ----------------- | -- | -- | -- | -- | - | - | - | - | - | --------- | ------ |
| Број домаћинстава | 37 | 59 | 21 | 21 | 5 | 2 | 0 | 1 | 0 | 0         | 2,38   |

| Пол    | Укупно | Неожењен/Неудата | Ожењен/Удата | Удовац/Удовица | Разведен/Разведена | Непознато |
| ------ | ------ | ---------------- | ------------ | -------------- | ------------------ | --------- |
| Мушки  | 153    | 24               | 109          | 18             | 2                  | 0         |
| Женски | 158    | 16               | 108          | 33             | 1                  | 0         |
| УКУПНО | 311    | 40               | 217          | 51             | 3                  | 0         |

| Пол    | Укупно                    | Пољопривреда, лов и шумарство | Рибарство                            | Вађење руде и камена | Прерађивачка индустрија       |
| ------ | ------------------------- | ----------------------------- | ------------------------------------ | -------------------- | ----------------------------- |
| Мушки  | 67                        | 1                             | 0                                    | 0                    | 32                            |
| Женски | 28                        | 4                             | 0                                    | 0                    | 20                            |
| УКУПНО | 95                        | 5                             | 0                                    | 0                    | 52                            |
| Пол    | Производња и снабдевање   | Грађевинарство                | Трговина                             | Хотели и ресторани   | Саобраћај, складиштење и везе |
| Мушки  | 1                         | 15                            | 4                                    | 0                    | 5                             |
| Женски | 0                         | 1                             | 2                                    | 0                    | 1                             |
| УКУПНО | 1                         | 16                            | 6                                    | 0                    | 6                             |
| Пол    | Финансијско посредовање   | Некретнине                    | Државна управа и одбрана             | Образовање           | Здравствени и социјални рад   |
| Мушки  | 0                         | 0                             | 6                                    | 1                    | 1                             |
| Женски | 0                         | 0                             | 0                                    | 0                    | 0                             |
| УКУПНО | 0                         | 0                             | 6                                    | 1                    | 1                             |
| Пол    | Остале услужне активности | Приватна домаћинства          | Екстериторијалне организације и тела | Непознато            | Непознато                     |
| Мушки  | 0                         | 0                             | 0                                    | 1                    | 1                             |
| Женски | 0                         | 0                             | 0                                    | 0                    | 0                             |
| УКУПНО | 0                         | 0                             | 0                                    | 1                    | 1                             |

## Споменици културе
- Црква свете Петке - сама Црква налази се уз регионални пут који пролази кроз ово Село, па је немогуће видети комплетан сјај којим обасјава. Оно што је потребно напоменути јесте да је ова Црква прва која је подигнута у заплањском крају после Другог светског рата. Сама градња цркве кренула је 2001. године. По доступним информацијама које се могу пронаћи, фреске којима је осликана унутршњост Цркве радили су фрескописци из Румуније. Унутрашњост и осликавање радило се по узору на румунски манастир Свети Козја, који су пре 600 година осликали српски фрескописци.
- Споменик НОБ - у близини саме Цркве свете Петке а тик испод локалног гробља, налази се спомен парк Народноослободилачкој борби у Другом светском рату (1941 - 1945 године). На самом споменику налази се мермерна плоча на којој су исписана имена и презимена особа које су своје животе дали током ових борби. Самом споменику потребно је реновирање како би се сачувао за будуће генерације.

## Галерија
- Улазна капија у Цркву Свете Петке
- Фреска изнад улазних врата
- Детаљи фасаде Цркве
- Мермерна плоча на споменику НОБ
- Спомен парк
- Кућа поред пута
- Кућа поред пута 1